# Frankland River (Davey River)
Der Frankland River ist ein Fluss im äußersten Südwesten des australischen Bundesstaates Tasmanien.

## Geografie

### Flusslauf
Der etwas mehr als 16 Kilometer lange Frankland River entspringt an den Südhängen des Mount Giblin in der Frankland Range, südlich des Lake Pedder. Von dort fließt er nach West-Nordwesten und mündet am Fuß des Gebirges in den Davey River.

### Nebenflüsse mit Mündungshöhen
- Richardson Creek – 92 m[1]